# Alejandro Ramírez Zárate
Alejandro Júnior Ramírez Zárate (Trujillo, 28 de diciembre de 1991) es un futbolista peruano. Juega como mediocentro y su equipo actual es Universidad César Vallejo de la Liga 2 de Perú.

## Clubes
Actualizado de acuerdo al último partido jugado el 2 de febrero de 2024.
| Club                      | País | Año             | PJ | Goles |
| ------------------------- | ---- | --------------- | -- | ----- |
| Universidad César Vallejo | Perú | 2009 - 2012     | 20 | 1     |
| Carlos A. Mannucci        | Perú | 2013 - 2014     | 25 | 8     |
| Alianza Universidad       | Perú | 2015            | 18 | 2     |
| Alfredo Salinas           | Perú | 2016            | 22 | 7     |
| Deportivo Hualgayoc       | Perú | 2017            | 24 | 7     |
| Deportivo El Inca         | Perú | 2018            | -  | -     |
| Pirata F. C.              | Perú | 2018            | -  | -     |
| Deportivo Garcilaso       | Perú | 2019            | -  | -     |
| Juan Aurich               | Perú | 2019 - 2021     | 39 | 12    |
| Universidad César Vallejo | Perú | 2022 - presente | 56 | 8     |

## Palmarés

### Campeonatos nacionales
| Título                        | Club                      | País | Año  |
| ----------------------------- | ------------------------- | ---- | ---- |
| Torneo de Promoción y Reserva | Universidad César Vallejo | Perú | 2010 |

| Título    | Club      | País | Año  |
| --------- | --------- | ---- | ---- |
| Copa Perú | Pirata FC | Perú | 2018 |

### Distinciones individuales
| Distinción                                                                | Año  |
| ------------------------------------------------------------------------- | ---- |
| Preseleccionado como volante en el mejor once de la Liga 2 según la SAFAP | 2020 |
| Equipo ideal de la Liga 2 según Dechalaca.com                             | 2020 |
| Nominado a mejor jugador del año de la Liga 2                             | 2020 |
| Nominado a mejor gol del año Liga 1                                       | 2023 |